# Madison Heights (Michigan)
Madison Heights – miasto w Stanach Zjednoczonych w stanie Michigan, w hrabstwie Oakland. Należy do zespołu miejskiego Detroit. Według spisu z 2000 roku, liczyło 31101 mieszkańców.